# Payalo
Pour les articles homonymes, voir Payao.
Payalo ou Payao est un village du département et la commune rurale de Niabouri, situé dans la province de la Sissili et la région du Centre-Ouest au Burkina Faso.

## Géographie

### Démographie
- En 2003 le village comptait 1 825 habitants estimés[1].
- En 2006 le village comptait habitants recensés[2].